# گروه ویلیس
گروه ویلیس (انگلیسی: Willis Group) شرکت بیمه بریتانیایی است، که در سال ۱۸۲۸ تأسیس شد.